# Chadidscha-Moschee
Eine Chadidscha-Moschee (auch: Khadija-Moschee) trägt ihren Namen nach Chadīdscha bint Chuwailid, der ersten Muslimin und ersten Ehefrau des Propheten Mohammed.

## Moscheen dieses Namens
- Deutschland
  - Khadija-Moschee, Berlin-Heinersdorf
- Irak
  - Chadidscha-Moschee, Bagdad
- Singapur
  - Masjid Khadijah, Singapur